# Pago de Otazu
Pago de Otazu es un Vino de Pago procedente de Navarra, solo aplicable a vinos tintos y vinos blancos. La superficie del viñedo establecida es de 92,40 hectáreas, distribuidas en varias parcelas.

## Características organolépticas de los vinos
- Variedad Chardonnay. Color amarillo-verde con brillantez y limpidez. Aromas complejos y potentes, marcados por la finura de la variedad. Predominio de los aromas frutales de la variedad, cítricos, floras, frutas exóticas, con alguna nota mineral, algo mentolada y hierba cortada. Presente una boca con gran complejidad, equilibrada y con buena amplitud. Paso de boca armónico, fresco y agradable. Final largo y con recuerdos de las sensaciones de la nariz. En la versión del fermentado en barrica, la crianza aumenta la complejidad y condiciones del vino. Aparecerán aromas cremosos, lácteos y tostados fruto de la barrica nueva de roble francés Allier. Más cremoso y estructurado.
- Variedad tinto Tempranillo. Color amoratado, granate, medio-alto. Nariz con mucha fruta roja y negra, limpio y de buena intensidad, elegante. Muy agradable en boca desde la entrada, bien estructurado, fresco, cuerpo medio-alto, final largo, recuerdos de fruta. En la crianza desarrolla notas tostadas, matices torrefactados, tabaco y algo de regaliz.
- Variedad tinto Cabernet Sauvignon. Color de muy alta intensidad, morado oscuro, capa alta. En la nariz sutilmente aparecen las notas de la variedad, frutas del bosque, salvaje, especias, trufa, mineral. Un aroma de enorme intensidad, complejidad y sutileza. De nuevo el terruño y la climatología cumplen su papel aportando personalidad a la variedad. Boca de buen tanino, estructurado y robusto, final sabroso, fresco, buen cuerpo. En la crianza marcará más notas de especiados, tabaco, cedro (caja de puros), minerales, algo de tinta.
- Variedad tinto Merlot. Color de alta intensidad, cereza picota, oscuro. Nariz marcada por su intensidad, muchas fruta negra, bayas. Aparecen aromas terrosos, de bosque. De gran complejidad y elegancia. Atlántico, marcado por el clima del viñedo. Boca carnosa, potente, los taninos son firmes pero agradables, largo. En la crianza desarrolla la gama de especiados, pimientas dulces, madera tostada, muy complejo. Un vino marcado por el terruño atlántico de la finca.